# Guadalupe, Méndez
Guadalupe är en ort i Mexiko.   Den ligger i kommunen Méndez och delstaten Tamaulipas, i den centrala delen av landet, 600 km norr om huvudstaden Mexico City. Guadalupe ligger 101 meter över havet och antalet invånare är 148.
Terrängen runt Guadalupe är platt. Runt Guadalupe är det mycket glesbefolkat, med 2 invånare per kvadratkilometer. Guadalupe är det största samhället i trakten. Trakten runt Guadalupe består i huvudsak av gräsmarker.